# ДР-Бюэн (станция метро)
ДР-Бюэн (дат. DR-Byen) — станция Копенгагенского метрополитена. Расположена на линии M1 между станциями Исландс-Брюгге и Сундбю.

## Особенности
Станция ДР-Бюэн открыта 19 октября 2002 года, в числе 11 станций на участке между Нёррепортом (дат. Nørreport) и Вестмагером (дат. Vestamager), с юго-восточным ответвлением к станции Лерграуспаркен (дат. Lergravsparken) (линия M2).
Станция ДР-Бюэн является второй станцией в районе Эрестаде и первой наземной (в виду расположения на эстакаде, даже надземной) станцией после подземного участка Фасанвай—Исландс-Брюгге. Географически станция находится в западной части острова Амагер, на севере Эрестада.
Своё название станция получила от штаба ДР-Бюэн (DR, от дат. Danmarks Radio, byen — город), комплекса зданий датского радио, расположенного неподалёку. Первоначально станция называлась Университет (дат. Universitetet), так как в этом районе планировалась постройка новых корпусов Копенгагенского университета. Однако проект застройки был перенесён ближе к старым корпусам, в районе Исландс-Брюгге, а станция получила новое название — ДР-Бюэн.